# 新溪乡
新溪乡，是中华人民共和国江西省新余市渝水区下辖的一个乡镇级行政单位。

## 行政区划
新溪乡下辖以下地区：
泗溪村、城头村、明星村、复兴村、西江村、后溪村、珠坑村、均溪村、稍凌村、龙尾洲村和楼下村。